# Neisseria gonorrhoeae
Neisseria gonorrhoeae, o gonococco di Neisser, agente eziologico della gonorrea (o blenorragia) è un batterio Gram-negativo della famiglia delle neisserie, molto simile alla Neisseria meningitidis, con cui condivide anche la relativa fragilità al di fuori dell'organismo umano.

## Ciclo infettivo
Il gonococco viene trasmesso generalmente per via sessuale (ove la popolazione femminile sviluppa molto spesso un'infezione asintomatica) e aderisce inizialmente in maniera aspecifica e debole con le adesine piliari all'epitelio non ciliato dell'uretra nel maschio e della cervice uterina nella donna; l'adesione è poi rinforzata dalle proteine OPA (proteine di opacità legate alla patogenesi) e successivamente con la porina PORB (espressa sulla membrana esterna) il gonococco viene internalizzato dalla cellula epiteliale.
A questo punto il patogeno per transcitosi raggiunge la lamina basale dell'epitelio ove si costruisce una capsula di acido sialico e produce il LOS (lipo- oligosaccaride con attività endotossinica) che favorisce la secrezione di citochine infiammatorie e chemio tattiche (dall'epitelio) che reclutano cellule fagocitiche e la creazione di un passaggio tra l'epitelio uretrale; a questo punto il gonococco (in forma libera, morto o fagocitato) ritorna nel lume dell'organo costituendo lo "scolo" di materiale purulento, tipico della gonorrea.
Si ricordi che proprio un tampone di questo materiale è adoperato dai microbiologi per una diagnosi di gonorrea usando un terreno agar- cioccolato incubato al 5% di anidride carbonica (si noti che se si usa un terreno poli microbico il terreno scelto è il Tayer-Marthin per le neisserie).

## Modalità di trasmissione
L'unico ospite naturale è l'uomo. Nell'uomo, N. gonorrhoeae entra attraverso l'epitelio stratificato colonnare dell'uretra anteriore, raggiungendo il connettivo subepiteliale. In questa sede, la risposta infiammatoria contro il batterio provoca un afflusso di neutrofili che fagocitano i batteri, e si portano poi nel lume uretrale, provocando la caratteristica fuoruscita di liquido purulento della malattia.
Questo microbo può essere facilmente identificato da un reperto prelevato da un essudato purulento di una forma infiammatoria acuta che si è sviluppata nelle tipiche sedi dell'infezione, ovvero i genitali maschili e femminili. Si trasmette quasi esclusivamente per via sessuale. Oltre al contagio sessuale, nel momento del parto può esserci anche il contagio verticale da madre a figlio. In questo caso, N. gonorrhoeae può infettare l'occhio dando luogo a una congiuntivite.

## Esami
Uno striscio della secrezione uretrale, colorato con la colorazione di Gram, permette una rapida identificazione di N. gonorrhoeae nel 90% dei soggetti di sesso maschile. I prelievi delle secrezioni dalla cervice uterina sono positivi solo nel 60% dei casi. In caso di interessamento del retto, la rettoscopia può mostrare placche di mucopus sulle pareti.
A una visione microscopica, i gonococchi appaiono come piccoli chicchi di caffè. Inoltre è possibile identificarli se riscontrabili all'interno di leucociti polimorfonucleati neutrofili. La superficie esterna di N. gonorrhoeae non è ricoperta da una vera capsula glicidica, presente invece in Neisseria meningitidis.
Essenziale è la presenza di pili (composti da subunità proteiche ripetute note come piline) che si estendono dalla membrana citoplasmatica attraverso la membrana esterna: essi mediano l'attacco a cellule epiteliali non cigliate e conferiscono resistenza all'aggressione da parte di leucociti polimorfonucleati neutrofili. I pili sono inoltre correlati al mancato sviluppo di immunità; infatti, in caso di reinfezione, l'elevata variabilità antigenica di queste strutture permette a N. gonorrhoeae di infettare l'uomo senza una risposta immunitaria di tipo anticorpale.
In tutte le donne e negli uomini con striscio negativo o dubbio, è necessario identificare il germe mediante esame colturale. Nella raccolta del campione bisogna evitare la disidratazione e le basse temperature, poiché letali per il batterio. Inoltre è opportuno inoculare il campione subito dopo la raccolta su un terreno preriscaldato.
N. gonorrhoeae richiede particolari terreni colturali come il terreno selettivo di Thayer-Martin, oppure può crescere su terreno agar cioccolato (ovvero non selettivo, poiché alcuni ceppi di gonococchi possono essere inibiti dalla vancomicina, antibiotico usato in un terreno selettivo per uccidere altri microorganismi; questo terreno è appunto usato affinché non si escluda un contagio da N. gonorrhoeae se la coltura su terreno selettivo risultasse negativa). La coltura va incubata a 35-36 °C per 48 ore in un'atmosfera contenente il 3-10% di anidride carbonica.
È possibile anche eseguire test rapidi basati sulla ricerca dell'RNA gonococcico.

## Sintomi e complicanze

### Sintomatologia nel maschio
Uretrite gonococcica (entro 2-7 giorni), disuria, stranguria, arrossamento del meato uretrale esterno con fuoriuscita di materiale purulento. In caso di rapporti anali, l'infezione oltre che in uretra, può localizzarsi nella mucosa ano-rettale, nel canale anale e, per rapporti orali, nella faringe.

### Sintomatologia nella femmina
L'infezione in uretra è solo transitoria, il batterio si localizza a livello della cervice uterina, delle ghiandole di Skene e delle ghiandole di Bartolini. Anche in questo caso, l'infezione può localizzarsi alla mucosa anale e al faringe. L'infezione decorre anche a lungo in maniera asintomatica, passando inosservata. Spesso l'infezione nella donna viene pertanto rilevata solo in seguito alla diagnosi di uretrite gonococcica nel partner sessuale.

### Complicanze
Le complicanze sono: bartolinite, endometrite, peritonite, particolarmente importanti sono le complicanze dell'orchite nell'uomo e della salpingo-ooforite nella donna, che portano a sterilità.

## Trattamento
N. gonorrhoeae si dimostra in buona parte resistente ai sulfamidici, mentre le penicilline sono una terapia utile, anche se sono stati segnalati degli stipiti resistenti. Utile anche il ceftriaxone.
Tra le tetracicline, la doxiciclina trova impiego con successo solo verso N. gonorrhoeae e N. meningitidis molto utilizzata poiché antibiotica anche su altri batteri delle vie urinarie intracellulari. Ma il genere Neisseria è a volte resistente.
Il trattamento di scelta (sempre consigliabile un antibiogramma) prevede:
- 1 fiala di ceftriaxone 250 mg il primo giorno
- doxiciclina 100 mg due volte al dì per una settimana.

In caso di batteri multiresistenti si può utilizzare la spectinomicina.